# Erich Weinert
Erich Weinert (ur. 4 sierpnia 1890 w Magdeburgu, zm. 20 kwietnia 1953 w Berlinie) – niemiecki poeta i publicysta.
W 1927 roku napisał wiersz pt. Der heimliche Aufmarsch. Od 1929 należał do Komunistycznej Partii Niemiec. W 1933 wyemigrował z Niemiec. W latach 1935–1937 przebywał w Moskwie, skąd udał się do Hiszpanii, aby uczestniczyć w wojnie domowej w szeregach Brygad Międzynarodowych. Od 1939 do 1945 (czyli przez cały okres II wojny światowej) ponownie przebywał w Moskwie. Był działaczem antynazistowskim. W lipcu 1943 współtworzył Komitet Narodowy Wolne Niemcy, którego został przewodniczącym w tym samym roku. Po wojnie stał się czołowym działaczem oświatowym w Niemieckiej Republice Demokratycznej.